# A Twist in the Myth
A Twist in the Myth je osmé studiové album německé powermetalové hudební skupiny Blind Guardian. Vydáno bylo v roce 2006 vydavatelstvím Nuclear Blast. Nahrávání vokálních linek muselo být odloženo kvůli dočasné hlasové indispozici zpěváka Hansiho Kürsche. Nahrávání také předcházel odchod dlouholetého bubeníka Thomase Staucha, kterého nahradil Frederik Ehmke. Jednalo se o vůbec první personální změnu v sestavě Blind Guardian. Hudebně se skupina na desce pohybuje mezi orchestrálním stylem alba A Night at the Opera (2002) a svými dřívějšími alby.

## Seznam skladeb
Hudbu složil(i) André Olbrich a Hansi Kürsch, texty napsal(i) Hansi Kürsch.
| Pořadí         | Název                       | Délka |
| -------------- | --------------------------- | ----- |
| 1.             | This Will Never End         | 5:07  |
| 2.             | Otherland                   | 5:16  |
| 3.             | Turn the Page               | 4:19  |
| 4.             | Fly                         | 5:46  |
| 5.             | Carry the Blessed Home      | 4:05  |
| 6.             | Another Stranger Me         | 4:37  |
| 7.             | Straight Through the Mirror | 5:50  |
| 8.             | Lionheart                   | 4:17  |
| 9.             | Skalds and Shadows          | 3:14  |
| 10.            | The Edge                    | 4:30  |
| 11.            | The New Order               | 4:54  |
| Celková délka: | Celková délka:              | 51:31 |

## Obsazení
- Hansi Kürsch – basová kytara, zpěv
- André Olbrich – kytary, doprovodný zpěv
- Marcus Siepen – kytary, doprovodný zpěv
- Frederik Ehmke – bicí

Hosté
- Oliver Holzwarth – basová kytara
- Martin G. Meyer a Pat Benzner – klávesy a zvukové efekty
- Rolf Köhler, Thomas Hackmann, Olaf Senkbeil – chorály